# Juli Constantí
Juli Constantí (en llatí Julius Constantinus) o Juli Constanci (Julius Constantius) era el segon fill de Constanci I Clor i la seva segona dona Flàvia Maximiana Teodora, segons Zonaràs. Tenia dos germans, Dalmaci Flavi Annibalià i Flavi Annibalià, i tres germanes, Flàvia Valèria Constància, Anastàsia i  Eutròpia, i era germanastre de Constantí I el Gran.
A la mort del seu pare, el 25 de juliol del 306 era jove encara i va passar uns anys sota un arrest virtual a Tolosa per ordre de son germanastre Constantí el Gran.
Es va casar amb Gal·la, germana de Vulcaci Ruf i de Nerati Cerealis, amb la que va tenir tres fills: un de nom desconegut que va ser assassinat el 337 (a la mort de Constantí el Gran), Constanci Gal i una noia, que després va ser emperadriu consort per enllaç amb el seu nebot Constanci II.
En segones noces es va casar amb Basilina, filla de Ceioni Julià Cameni i va tenir un fill conegut, l'emperador Flavi Claudi Julià o Julià l'Apòstata.
Constantí el Gran el va nominar patrici i el va fer cònsol l'any 335. A la mort de Constantí el Gran (22 de maig del 337) i com a possible aspirant al tron, va ser ràpidament eliminat junt amb molts altres mascles de la família. Només cinc membres de la família van sobreviure després de la mort de Constantí: els dos fills de Juli Constantí mencionats, que eren molt joves, i els nebots i nous emperadors Constantí II, Constanci II i Constant.